# Priolepis eugenius
Priolepis eugenius là một loài cá biển thuộc chi Priolepis trong họ Cá bống trắng. Loài này được mô tả lần đầu tiên vào năm 1903.

## Từ nguyên
Từ định danh eugenius được ghép bởi hai âm tiết trong tiếng Hy Lạp cổ đại: eû (εὖ; "tốt, giỏi") và génūs (γένῡς; "má, hàm"), hàm ý đề cập đến nhú thịt ở trước hốc mắt, xương hàm và nắp mang của loài cá này.

## Phân bố và môi trường sống
P. eugenius là loài đặc hữu của quần đảo Hawaii và đảo Johnston gần đó. Chúng sống trong các hang hốc của rạn san hô và vũng thủy triều, độ sâu đến ít nhất là 26 m.

## Mô tả
Chiều dài lớn nhất được ghi nhận ở P. eugenius là 6 cm.